# Gervase Tilburyski
Gervase Tilburyski (c. 1150. – c. 1228.) je bio odvjetnik, državnik i pisac. Najvjerojatnije je rođen u Istočnom ili Zapadnom Tilburyju, Essex. Bio je aristokratskog porijekla, a kao mladić ušao je u službu Henrika od Anjoua, budućeg kralja Engleske, za kojeg je napisao djelo Liber facetiarum. 
Nakon smrti Henrika II., otišao je u Bolognu na studij prava, te je služio na dvoru kralja Vilima II. Nakon njegove smrti, skrasio se u Arlesu, gdje ga je Oton IV.  proglasio maršalom Kraljevine Arles.
Gervase je bio dio sukoba Otona IV. i pape Inocenta III., koji je rezultirao Otonovim izbacivanjem iz crkve. Gervase je tada počeo pisati svoje najpoznatije djelo, Otia imperialia, koje je i njemu donijelo izbacivanje iz crkve. To izbacivanje naredio je sam papa.